# 霍赫胡斯山
47°15′03″N 9°26′16″E / 47.2507°N 9.43770°E

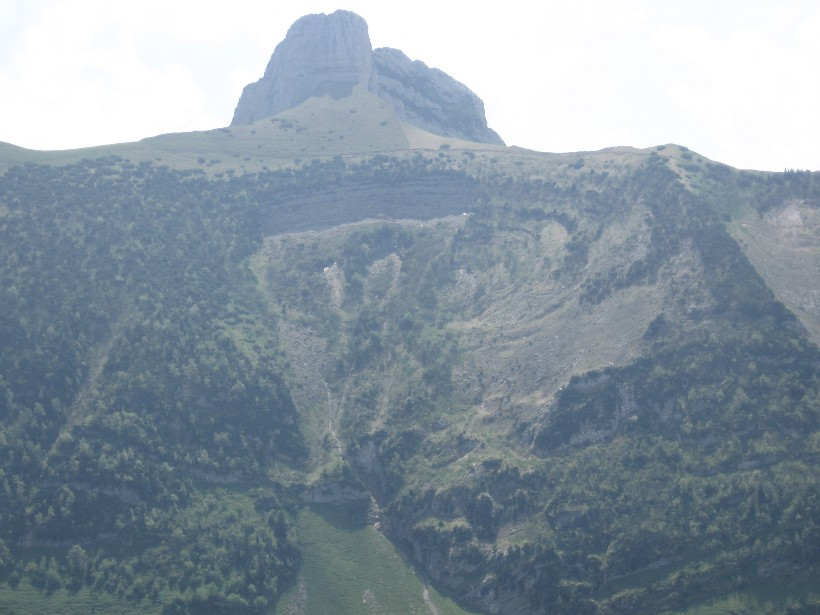

霍赫胡斯山（德語：Hochhus），是瑞士的山峰，位於該國東北部，由內阿彭策爾州負責管轄，屬於阿彭策爾阿爾卑斯山脈的一部分，距離許森山0.9公里，海拔高度1,926米，每年平均降雨量1,954毫米。